# Projektgruppe Umweltinformation
Die Projektgruppe Umweltinformation - PG UI befördert die gemeinsamen Umsetzung des Umweltinformationsgesetzes von Österreich in Kooperation von Bund, Ländern, Städten und Gemeinden auf der E-Governmentprozess Plattform "Digitales Österreich".
Das UIG 2004 ist die nationale Umsetzung auf Bundesebene der Richtlinie 2003/4/EG des Europäischen Parlaments und des Rates vom 28. Jänner 2003 über den Zugang der Öffentlichkeit zu Umweltinformationen. Die Mitgliedsstaaten erstatteten bis zum 14. August 2009 Bericht an die Europäische Kommission über die bei der Anwendung der EG-Richtlinie gewonnenen Erfahrungen.
Bund, Länder, Städte und Gemeinden müssen sich hinsichtlich der sich aus dem UIG 2004 ergebenden Anforderungen an Zugang zu und Verbreitung von Umweltinformationen neu und umfassend positionieren. Damit soll ein wesentlicher Beitrag zu mehr Transparenz und Bürgernähe in der Umweltverwaltung in Österreich geleistet werden.
Österreich ist seit 2005 Vertragspartei der Aarhus-Konvention. Dieses UNECE Übereinkommen ist der erste völkerrechtliche Vertrag, der jeder Person Rechte im Umweltschutz einräumt. Die Aarhus-Konvention begründet die Verpflichtung der Mitgliedsstaaten, aktiv Informationen zu beschaffen und der Öffentlichkeit bereitzustellen. Sie enthält die Verpflichtung der Vertragspartner, schrittweise ein zusammenhängendes, landesweites System von Verzeichnissen oder Registern zur Erfassung der Umweltverschmutzung in Form einer strukturierten, computerunterstützten und öffentlich zugänglichen Datenbank aufzubauen.
Österreich hat für die dritte Vertragsstaatenkonferenz im Juni 2008 in Riga auch den ersten Umsetzungsbericht zur Konvention vorgelegt.
Es existieren auch umfangreiche Berichtspflichten an die Europäische Umweltagentur EUA: Österreich hat 2007 erstmals 100 % der Berichtspflichten erfüllt.

## Organisation und Zielsetzung
Die PG UI ist im Rahmen der Plattform Digitales Österreich unter der direkten Leitung des CIO der Republik Österreich, Reinhard Posch eingerichtet. Im Verlauf der 14. Sitzung der Kooperation BLSG wurde am 3. Juli 2007 im Bundeskanzleramt ein formeller Beschluss über die Einrichtung der Arbeitsgruppe gefasst.
Die operative Leitung der PG UI wird durch die Koordinierungsstelle für Umweltinformationen im Umweltbundesamt wahrgenommen.
Aufgabe der PG UI ist die Förderung der systematischen wie auch umfassenden Verfügbarkeit und Verbreitung von Umweltinformationen auf den Internetportalen der Behörden der informationspflichtigen Stellen.
Eine wesentliche Zielsetzung ist die Errichtung eines zentralen Umweltinformationsportals (One-Stop-Shop) in Österreich analog zum Umweltportal Deutschland. Dies entspricht sowohl der Regierungserklärung des Bundeskanzlers vom 16. Jänner 2007 als auch dem Regierungsprogramm für die XXIII. Gesetzgebungsperiode (2007–2010).
Die Internetplattform für die interne und externe Kommunikation der PG UI befindet sich am E-Government Reference Server.